# Діндештіу-Мік
Діндештіу-Мік (рум. Dindeștiu Mic) — село у повіті Сату-Маре в Румунії. Входить до складу комуни Петрешть.
Село розташоване на відстані 452 км на північний захід від Бухареста, 46 км на південний захід від Сату-Маре, 129 км на північний захід від Клуж-Напоки.

## Населення
За даними перепису населення 2002 року у селі проживали 268 осіб.
Національний склад населення села:
| Національність | Кількість осіб | Відсоток |
| -------------- | -------------- | -------- |
| німці          | 101            | 37,7%    |
| угорці         | 91             | 34,0%    |
| румуни         | 75             | 28,0%    |

Рідною мовою назвали:
| Мова      | Кількість осіб | Відсоток |
| --------- | -------------- | -------- |
| угорська  | 137            | 51,1%    |
| румунська | 67             | 25,0%    |
| німецька  | 64             | 23,9%    |